# Linley Marthe

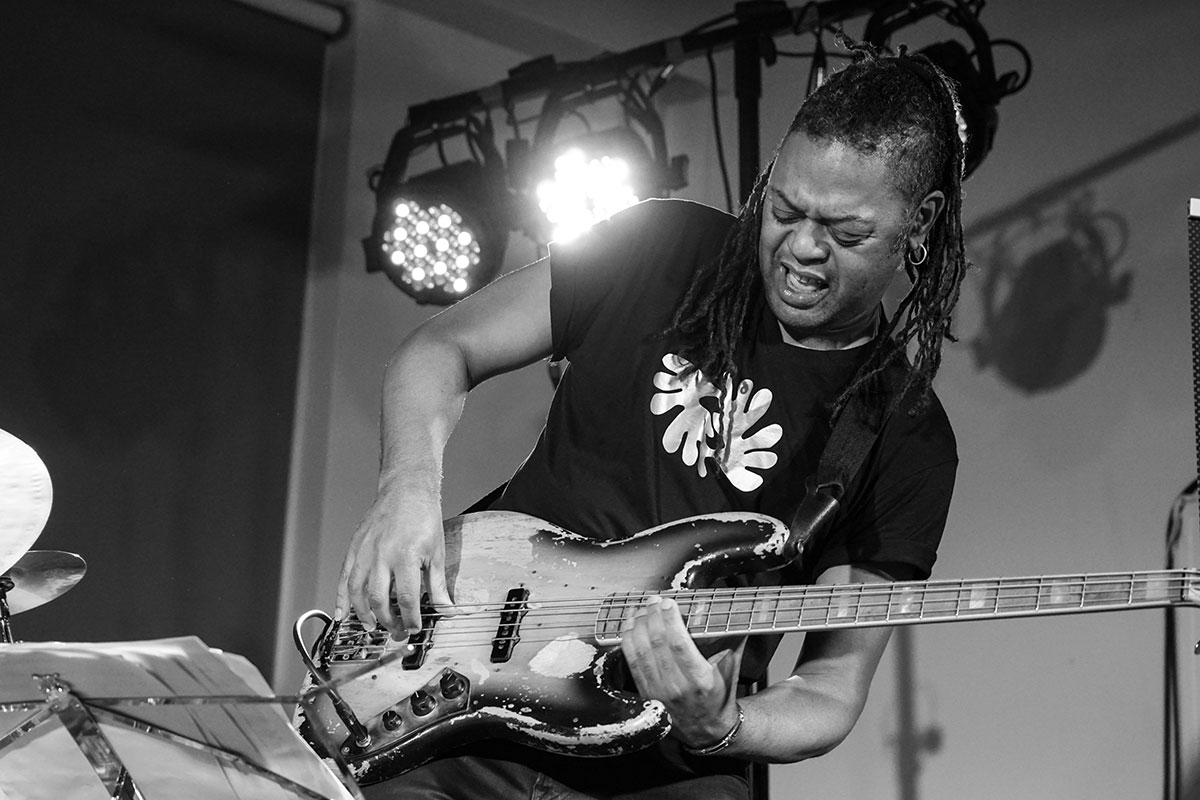
Denmark 2020

Linley Marthe (né le 31 août 1972 à Tranquebar, Ile Maurice) est un compositeur, arrangeur et bassiste mauricien de jazz. Il est considéré comme un bassiste de jazz important depuis les années 2000.

## Biographie
Tout à son début, Linley Marthe était autodidacte. Il apprend la flûte, la guitare basse et la contrebasse alors qu'il est encore à l'école. Il fait ses premières armes au piano de 1986 à 1991 au Club Med Pointe aux Canonniers à l'Ile Maurice avec le groupe SOS TROPIC. Ensuite il fait partie de nombreux groupes de jazz et notamment celui du saxophoniste Ernest Wiéhé.
En 1993, alors qu’il vit à Maurice et étudie encore avec Ernest Wiehe, il participe à une jam session avec François Jeanneau, fondateur de l’Orchestre National de jazz, et directeur de la classe de jazz du Conservatoire National Supérieur de Musique de Paris, ainsi que le pianiste et composteur Andy Emler. Ces derniers, subjugués par le prodige, lui proposent de venir en France intégrer le conservatoire et partager la scène avec eux.
Linley se sert parfois de son héritage culturel pour combiner les influences du jazz, de la musique africaine, et de la musique indienne, en particulier avec Philippe Sellam & Gilles Renne au travers de leur groupe " African Project " (3 albums : Traditional Odyssey / Live at Saint Louis / Sortilége) ou aussi Trilok Gurtu.
Linley Marthe est considéré comme l’un des bassistes de jazz le plus important de sa génération. Il se sert de son héritage culturel pour combiner les influences du jazz, de la musique africaine, et de la musique indienne.
Il a travaillé avec Lionel et Stéphane Belmondo, Dave Liebman, Andy Emler, Francis Lassus, Eric Bensoussan (Samabe), Antoine Hervé, Marc Berthoumieux, Sylvain Beuf, Nicolas Folmer , Flavio Boltro, Jean-Pierre Como, Stéphane Huchard, Laurent Coq, Jean-Marie Ecay, Denis Leloup, Francis Lockwood, Nicolas Genest, Nguyên Lê, Olivier Ker Ourio, Loic Pontieux, Michel Portal, Paco Séry, Baptiste Trotignon, Louis Winsberg, Geoffroy De Masure, Chander Sardjoe, Hervé Samb, Philippe Gaillot, mais aussi Randy Brecker, Gino Vannelli...

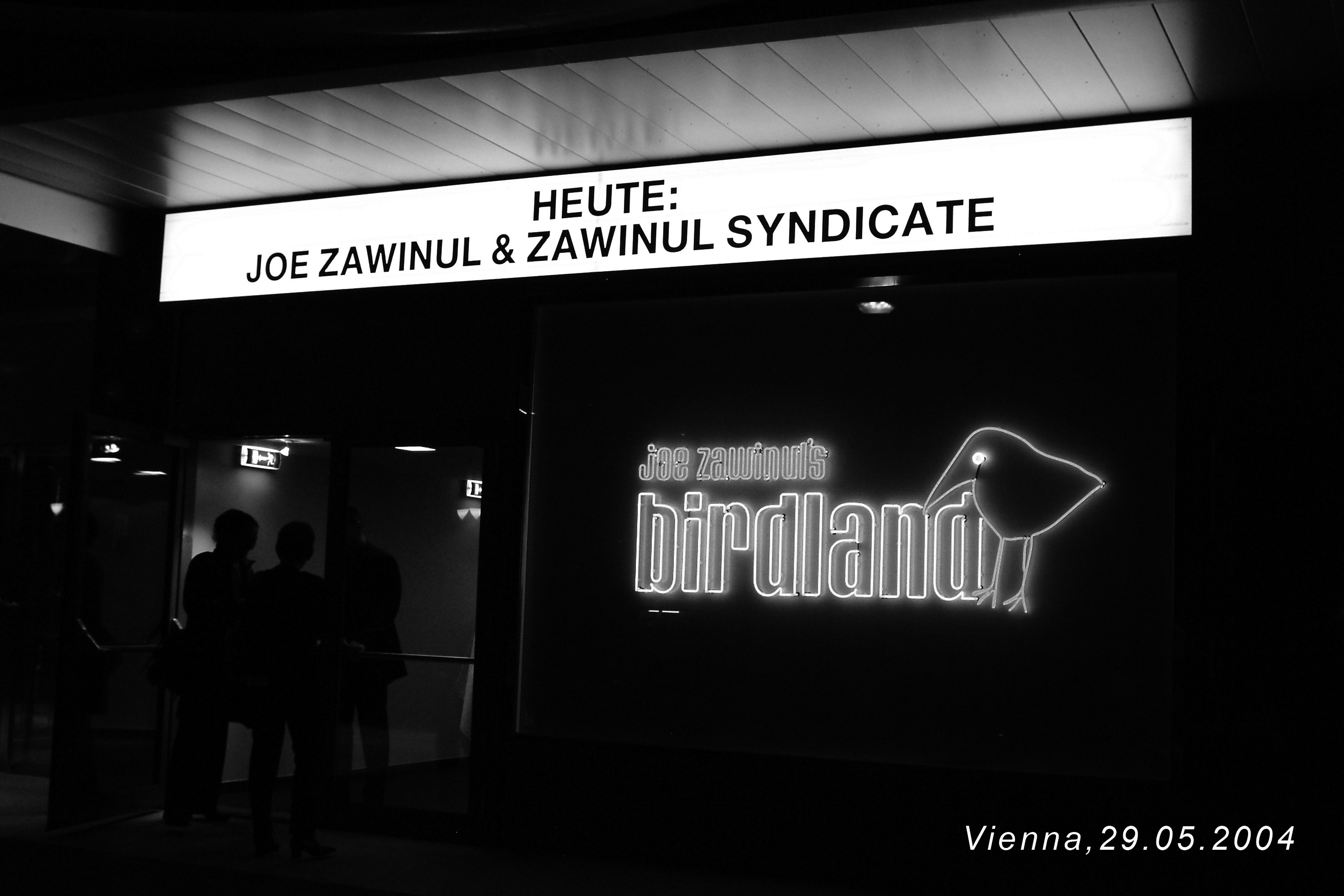
Annonce du concert à Vienne du Joe Zawinul Syndicat

En 2003, il devient membre permanent dans le groupe multi ethnie du pianiste autrichien Joe Zawinul, le Joe Zawinul Syndicate, jusqu'à la mort de ce dernier, le 11 septembre 2007. Linley Marthe a touché le public par sa nervosité de jeu, son sens du rythme et sa virtuosité,.
Depuis 2009, il joue dans le groupe en trio du pianiste Yacine Malek qui est aujourd'hui avant tout un compositeur et arrangeur reconnu dans le monde du world jazz et qui compose sa musique dans un petit village de la vallée de Chevreuse en France.
“75th“ est un album live du groupe, le Zawinul Syndicate, avec la participation de Linley Marthe. Il a été enregistré en 2007 lors de deux représentations en Suisse et en Hongrie. 
Pour les « 52nd Annual Grammy Awards « à Los Angeles / États-Unis, cet album a gagné le trophée en 2010 comme le mellieur album de jazz contemporain.

## Discographie
- 2019 : Omar Hakim Ozmosys, Uh-Oh...
- 2018 : Chris Potter, Circuits
- 2018 : Rocco Zifarelli, Music Unités
- 2018 : Zhenya Strigalev, Blues For Maggie
- 2017 : Raymond D'Huy, Phil
- 2017 : Soren Lee, Diversity Trio
- 2016 : Dean Brown, Rolajafufu
- 2016 : Grégory Privat Trio, Family Tree
- 2015 : Defunkt, Mastervolt
- 2015 : Michèl Mado, Fanswa Ladrezeau, Rèkonésans
- 2015 : The Clarisse Sisters, Kaleidoscope!
- 2014 : Didier Lockwood Group, Didier Lockwood Group & Hervé Fontaine
- 2014 : Jerry Léonide, The Key
- 2014 : Monika Njava & Linley Marthe, Island Jazz
- 2013 : Jean-Christophe Cholet, Nights in Tunisia
- 2013 : Karim Ziad, Jdid
- 2013 : Sonny Troupé Quartet, Voyages et Rêves…
- 2012 : Hans Lüdemann, Die Kunst Des Trios 1-5
- 2012 : Mario Canonge, Mitan
- 2011 : Alex Rostotsky, I Remember Joe Zawinul
- 2011 : Nguyên Lê, Songs of Freedom
- 2010 : Karim Ziad & Hamid El Kasri, Yobadi
- 2009 : Joe Zawinul & The Zawinul Syndicate, 75th
- 2009 : Mario Canonge, Live Rhizome Tour
- 2008 : Simon Spang Hanssen, The Riddle
- 2007 : Joe Zawinul, A Muscial Portrait
- 2007 : Karim Ziad, Dawi
- 2007 : Rime, Live !
- 2006 : Allen Hoist, The Lost & Found Sessions
- 2006 : Sellam-Renne, Sortilège
- 2005 : Kadero, Perdu
- 2005 : Africanism, Africanism Volume III
- 2005 : Jean-Jacques Elangué & Los Africanos, Missounga
- 2005 : Joe Zawinul & The Zawinul Syndicate, Vienna Nights
- 2005 : Marjolaine Reymond, Eternal Sequence
- 2005 : Moktar Samba, Dounia
- 2005 : Tom & Joy feat. Tony Allen, Antigua
- 2004 : Marc Berthoumieux, Jazz | No Jazz Volume 1
- 2003 : Olivier Louvel, En attendant Julia
- 2003 : Rime, Heavy Loud Funk Menuet
- 2003 : Soriba Kouyaté, Live in Montreux
- 2003 : Various, Essaouira Festival Gnaoua
- 2002 : François Béranger, Profiter Du Temps
- 2002 : Simon Spang-Hanssen, Ear Witness
- 2001 : So Kalmery, Bendera
- 2001 : Soriba Kouyaté, Bamana
- 2001 : Various, Global Magic
- 2000 : Sellam-Renne, Live à St Louis(Sénégal)
- 2000 : Karim Ziad, Ifrikya
- 2000 : Ravy Magnifique, Meeting 2
- 2000 : Various, Magic Moments - The Ultimate ACT World Jazz Anthology Vol. IV
- 1999 : Le Pom, Estradamure
- 1999 : Soriba Kouyaté, Kanakassi
- 1999 : Stéphane Huchard, Tribal Traquenard
- 1997 : Le Pom, Putain D'Orchestre Modulaire
- 1997 : Sellam, Renne, Marthe & Cie, Traditional Odyssey
- 1997 : Various, Basses Influences
- 1996 : Pierre Akendengue, Maladalité
- 1995 : Michel Portal, Musiques de cinémas